# Castelo de Leeuwergem
O Castelo de Leeuwergem é um palácio da Bélgica situado na povoação de Leeuwergem, município de Zottegem. Constitui uma das mais interessantes e autênticas conquistas do estilo rococó na Província da Flandres Oriental.

## História e Arquitectura
O actual palácio foi construído entre Setembro de 1762 e o final de 1764. O edifício foi erguido por ordem do nobre Pieter Emmanuel d'Hane (1726-1786) e o seu principal construtor foi Jean Baptist Simoens (1715-1779), embora muitos outros artesãos naturais de Gand tenham dado a sua contribuição no trabalho da pedra.
Antes do actual palácio ser criado já existia no mesmo local um castelo construído na primeira metade do século XV, o qual foi recotruído no começo do século XVII e substituído em 1762. O arquitecto do Castelo de Leeuwergem não é conhecido, mas é claro que este terá usado como modelo o Château de Bellevue, um palácio francês situado no subúrbio parisiense de Meudon, desaparecido desde a Revolução Francesa. Bellevue foi construído entre 1748 e 1750 para Madame de Pompadour e foi uma criação do arquitecto Jean Cailleteau, alcunhado de Lassurance o jovem (1690-1755).

## O jardim
O clássico jardim rococó francês foi construído entre 1763 e 1775, também por encomendado de Pieter Emmanuel d'Hane. Neste caso, o arquitecto foi um certo Carpentier (talvez o francês Antoine Mathieu Le Carpentier - 1709/1773), O desenho original do jardim perdeu-se num incêndio ocorrido em 1914, durante uma exposição em Paris. Nas realizações do jardim, encontram-se influências dos jardins do Castelo de Beloeil e do teórico de jardinagem Dezallier d'Argenville. Na Bélgica, é a única presença de um teatro de folhagem, com lugares para 1200 espectadores.
Pouco antes de 1785, começou a construção dum romântico jardim paisagístico (jardim à inglesa), à custa de alguns dos jardins rococó e por iniciativa dos dois filhos de Pieter Emmanuel d'Hane. Em 1807, com a construção de uma torre (agora desaparecida) no seu ponto mais alto, pelo arquitecto de Gand Jacques Jean Dutry, chegava ao fim o desenvolvimento do jardim. Uma influência das teorias sobre "Le paysage ideal" ("A paisagem ideal") de Jean-Jacques Rousseau, de cujo túmulo existe uma uma réplica no jardim, é plausível.
Tanto o palácio como o jardim são propriedade privada, só podendo ser visitados após contacto com os proprietários.